# Syracuse (Nueva York)
Siracusa (en inglés Syracuse) es una ciudad del centro del estado de Nueva York, Estados Unidos. El lugar, en el extremo sur del lago Oneida, fue una vez el territorio de los indios onondaga y el centro de operaciones de la Confederación Iroquesa. Tiene una población de 148 620 habs. (2020). Su nombre, al igual que el de otras muchas ciudades del país, proviene de una ciudad europea, en este caso, la ciudad italiana de Siracusa. Su nombre original había sido Salt Point (1780), luego Webster's Landing (1786), más tarde Bogardus Corners (1796), Milan (1809), South Salina (1812), Cossits’ Corners (1814), y posteriormente Corinth (1817). El Servicio Postal de los Estados Unidos rechazó este último nombre, Corinth porque ya existía otra localidad con esa denominación en el estado de Nueva York, por lo que en 1824 se eligió el de la ciudad italiana de Siracusa por su similitud al tener industrias salinas y una localidad cercana llamada Salina.
El área fue visitada por los franceses en el siglo XVII. La hostilidad de los indios y el lugar pantanoso impidieron la colonización hasta el establecimiento de un paraje de mercaderes en 1786. Pronto una refinería de sal inició operaciones; abasteciendo de sal a la mayor parte de la nación hasta 1870.
Es un importante puerto emplazado sobre el canal Erie, haciendo el papel de un centro de distribución para la región agrícola central de Nueva York. También se elaboran fármacos y productos electrónicos. Es la sede de la Universidad de Siracusa (1870), Le Moyne College y el Museo de Arte Everson (fundado en 1896).

## Clima
| Parámetros climáticos promedio de Syracuse Hancock International Airport, Nueva York (normales 1991–2020 normals, extremos 1902–presente | Parámetros climáticos promedio de Syracuse Hancock International Airport, Nueva York (normales 1991–2020 normals, extremos 1902–presente | Parámetros climáticos promedio de Syracuse Hancock International Airport, Nueva York (normales 1991–2020 normals, extremos 1902–presente | Parámetros climáticos promedio de Syracuse Hancock International Airport, Nueva York (normales 1991–2020 normals, extremos 1902–presente | Parámetros climáticos promedio de Syracuse Hancock International Airport, Nueva York (normales 1991–2020 normals, extremos 1902–presente | Parámetros climáticos promedio de Syracuse Hancock International Airport, Nueva York (normales 1991–2020 normals, extremos 1902–presente | Parámetros climáticos promedio de Syracuse Hancock International Airport, Nueva York (normales 1991–2020 normals, extremos 1902–presente | Parámetros climáticos promedio de Syracuse Hancock International Airport, Nueva York (normales 1991–2020 normals, extremos 1902–presente | Parámetros climáticos promedio de Syracuse Hancock International Airport, Nueva York (normales 1991–2020 normals, extremos 1902–presente | Parámetros climáticos promedio de Syracuse Hancock International Airport, Nueva York (normales 1991–2020 normals, extremos 1902–presente | Parámetros climáticos promedio de Syracuse Hancock International Airport, Nueva York (normales 1991–2020 normals, extremos 1902–presente | Parámetros climáticos promedio de Syracuse Hancock International Airport, Nueva York (normales 1991–2020 normals, extremos 1902–presente | Parámetros climáticos promedio de Syracuse Hancock International Airport, Nueva York (normales 1991–2020 normals, extremos 1902–presente | Parámetros climáticos promedio de Syracuse Hancock International Airport, Nueva York (normales 1991–2020 normals, extremos 1902–presente |
| Mes | Ene. | Feb. | Mar. | Abr. | May. | Jun. | Jul. | Ago. | Sep. | Oct. | Nov. | Dic. | Anual |
| --- | --- | --- | --- | --- | --- | --- | --- | --- | --- | --- | --- | --- | --- |
| Temp. máx. abs. (°C) | 21.1 | 23.9 | 30.6 | 33.3 | 35.6 | 37.8 | 38.9 | 38.3 | 36.7 | 31.1 | 27.2 | 22.2 | 38.9 |
| Temp. máx. media (°C) | -0.2 | 0.9 | 5.8 | 13.6 | 20.7 | 25.2 | 27.6 | 26.8 | 22.8 | 15.6 | 9.1 | 2.8 | 14.2 |
| Temp. media (°C) | -4.4 | -3.6 | 1 | 7.9 | 14.6 | 19.4 | 22.1 | 21.3 | 17.2 | 10.7 | 4.7 | -0.9 | 9.2 |
| Temp. mín. media (°C) | -8.6 | -8.1 | -3.8 | 2.3 | 8.5 | 13.7 | 16.7 | 15.8 | 11.5 | 5.8 | 0.4 | -4.6 | 4.1 |
| Temp. mín. abs. (°C) | -32.2 | -32.2 | -26.7 | -13.9 | -3.9 | 1.1 | 6.7 | 3.3 | -3.9 | -7.8 | -18.3 | -32.2 | -32.2 |
| Precipitación total (mm) | 65.5 | 62.5 | 77.2 | 88.4 | 86.9 | 90.4 | 98 | 94 | 85.9 | 98.8 | 82 | 83.3 | 1013 |
| Nevadas (cm) | 86.4 | 77 | 50.3 | 7.6 | 0.3 | 0 | 0 | 0 | 0 | 0.5 | 24.9 | 77.7 | 324.6 |
| Días de precipitaciones (≥ 0.2 mm) | 18.9 | 16.6 | 15.5 | 14.5 | 13.2 | 12.0 | 11.7 | 10.7 | 11.1 | 15.1 | 15.9 | 18.5 | 173.7 |
| Días de nevadas (≥ 0.2 cm) | 17.8 | 15.2 | 10.1 | 2.5 | 0.1 | 0.0 | 0.0 | 0.0 | 0.0 | 0.3 | 5.9 | 13.6 | 65.5 |
| Horas de sol | 102.8 | 116.7 | 172.5 | 204.4 | 243.1 | 260.6 | 289.3 | 247.1 | 193.0 | 144.3 | 76.7 | 69.0 | 2119.5 |
| Humedad relativa (%) | 73.2 | 72.3 | 69.6 | 65.2 | 67.1 | 69.9 | 70.5 | 74.9 | 76.4 | 74.3 | 75.4 | 76.8 | 72.1 |
| Fuente: NOAA (humedad y horas de sol 1961–1990)                                                                                          | | | | | | | | | | | | | |

## Educación
Las Universidad de Siracusa y Le Moyne College son las universidades más importantes de Siracusa.

## Deportes
| Equipo          | Deporte | Competición | Estadio          | Capacidad |
| Syracuse Chiefs | Béisbol | IL          | NBT Bank Stadium | 11.117    |

## Personajes célebres
- Tom Cruise, actor.
- Mikey Welsh, músico.
- Rory Cochrane, actor
- Chandler Jones, Jugador profesional de Fútbol Americano con los Arizona Cardinals.
- Post Malone, músico
- Robert De Niro Sr., pintor.
- Clifford Luyk, jugador de baloncesto.
- Breanna Stewart, jugadora profesional de Baloncesto Femenino de la WNBA